# Jerzy Kijowski (historyk)
Jerzy Kijowski (ur. 14 lipca 1941 w kolonii Sosnowiec, gm. Połonka na Wołyniu) – polski historyk, pedagog, doktor nauk humanistycznych z zakresu historii, wykładowca akademicki, poeta, działacz społeczny, regionalista, b. sekretarz Towarzystwa Miłośników Ziemi Ostrołęckiej, wiceprezes (obecnie członek honorowy) Towarzystwa Przyjaciół Ostrołęki, wiceprezes Ostrołęckiego Towarzystwa Naukowego im. Adama Chętnika, prezes (następnie prezes honorowy) Oddziału Regionalnego Towarzystwa Wiedzy Powszechnej w Ostrołęce.

## Życiorys
Pochodzi z rodziny chłopskiej. Jest synem Stanisława i Zofii z Wierzchoniów. Uczęszczał do Szkoły Podstawowej w Garbowie w powiecie puławskim, którą skończył w 1954, i do Liceum Ogólnokształcącego im. S. Żeromskiego w Nałęczowie (1958). Ukończył: historię w Wyższej Szkole Pedagogicznej w Krakowie (1963), studia podyplomowe z zakresu organizacji i zarządzania na Uniwersytecie Warszawskim (1985), kurs specjalny dla kadry kierowniczej (1994), studia doktoranckie z zakresu historii na Uniwersytecie w Białymstoku (2005).
Przez 42 lata pracował w szkolnictwie jako nauczyciel (Liceum Ogólnokształcące w Bełżycach, Technikum Przemysłu Papierniczego w Ostrołęce), dyrektor szkoły (w Nowej Wsi Zachodniej k. Ostrołęki), wicekurator oświaty i wychowania oraz w organizacjach młodzieżowych, politycznych, związkowych i spółdzielczych. W latach 1987–1990 był rzecznikiem wojewody ostrołęckiego. Od 1995 na emeryturze. Mimo tego prowadził zajęcia z historii i wiedzy o społeczeństwie w Zespole Szkół Społecznego Towarzystwa Oświatowego w Ostrołęce oraz w szkolnictwie policealnym. Jest nauczycielem akademickim, m.in. w Zespole Kolegiów Nauczycielskich, Wyższej Szkole Pedagogicznej w Olsztynie, Wyższej Szkole Menadżerskiej SIG, Wyższej Szkole Agrobiznesu w Łomży i Wyższej Szkole Ekonomiczno-Społecznej w Ostrołęce (pełnił tam funkcję dziekana). Aktywny działacz wielu organizacji, m.in. Związku Harcerstwa Polskiego, Związku Młodzieży Wiejskiej, Związku Młodzieży Socjalistycznej, Ligi Obrony Kraju, Szkolnego Związku Sportowego, Polskiego Towarzystwa Turystyczno-Krajoznawczego, Towarzystwa Przyjaciół Dzieci, Towarzystwa Wiedzy Powszechnej, Towarzystwo Krzewienia Kultury Fizycznej, Polskiego Towarzystwa Schronisk Młodzieżowych (prezes Zarządu Wojewódzkiego), radny Miejskiej Rady Narodowej w Bełżycach i w Ostrołęce (jedna kadencja), ławnik Sądu Okręgowego w Ostrołęce (dwie kadencje). Organizator i członek władz OTN od początku powstania (m.in. sekretarz i wiceprezes Ostrołęckiego Towarzystwa Naukowego), członek Zarządu Mazowieckiego Towarzystwa Kultury oraz Rady Społecznej Muzeum Kultury Kurpiowskiej, członek Związku Kurpiów. „Zasłużony słuchacz Uniwersytetu III Wieku”, w latach 1986–2011 wiceprezes Towarzystwa Przyjaciół Ostrołęki, obecnie członek honorowy, także członek Związku Młodzieży Wiejskiej oraz Stowarzyszenia Krajowego Kola Weteranów, Ich Rodzin i Przyjaciół 5 Pułku Ułanów Zasławskich. Organizator lub współorganizator wielu konferencji naukowych i popularnonaukowych oraz konkursów, wygłasza prelekcje głównie na tematy związane z historią Ostrołęki i regionu. Regularnie reprezentuje Ostrołękę i Kurpiowszczyznę podczas wydarzeń naukowych, oświatowych i literackich organizowanych na terenie całego kraju. Opublikował 36 rozpraw i szkiców w wydawnictwach zbiorowych, zrecenzował 15 prac naukowych o tematyce regionalnej, napisał wstępy i przedmowy do 20 publikacji. Opracował i wydał 31 publikacji książkowych. Kilkaset jego artykułów ukazało się w prasie ogólnopolskiej i lokalnej, np. w „Tygodniku Ostrołęckim”, „Kurierze Ostrołęckim”, „Ratuszu Ostrołęckim”, „Kurpiach”, „Parnasiku”, „Mazowszu”, „Roczniku Mazowieckim”, „Pracowni”, „Przydrożach”, „Zeszytach Naukowych OTN”, „Studiach Łomżyńskich”, „Światowidzie”. Stanisław Pajka podkreślał, że Jerzy Kijowski, „dzięki swojej pracowitości i wrodzonym pasjom wniósł duży wkład w badania regionalne”.
Jako poeta zadebiutował w czasopiśmie studenckim „Węzły” w 1960. Drukował wiersze i fraszki w „Dzienniku Ludowym”, „Barwach”, „Sztandarze Ludu”, „Zarzewiu”, „Kurpiach”. Należał do Grupy Poetyckiej „Narew”, później Klubu Literackiego „Narew”.
Jest mężem Hanny z Maliszewskich. Ma dwóch synów: Wojciecha i Przemysława (zm. 2016). Mieszka w Ostrołęce.

## Nagrody i odznaczenia
- Złoty i Srebrny Krzyż Zasługi
- Złota Odznaka „Za zasługi dla województwa warszawskiego”
- Odznaka „Za zasługi dla województwa ostrołęckiego”
- Odznaka Honorowa „Za zasługi dla Miasta Ostrołęki”
- Medal okolicznościowy „600-lecia Ostrołęki”
- Medal Komisji Edukacji Narodowej
- Złota Odznaka Związku Nauczycielstwa Polskiego
- Srebrna i Złota Odznaka „Zasłużony Działacz Kultury Fizycznej”
- Srebrna Odznaka Honorowa „Zasłużony Popularyzator Wiedzy”
- Złota Odznaka Polskiego Towarzystwa Schronisk Młodzieżowych
- Złota Odznaka „Zasłużony Działacz Kultury”
- Medal i Nagroda im. Zygmunta Glogera
- Złota Odznaka „Za zasługi dla pożarnictwa”
- Nagroda w konkursie na najlepsze Masoviana im. Aleksandra Gieysztora
- Nagroda Prezesa Związku Kurpiów „Kurpik 2005” w kategorii „Nauka i Pióro”
- Medal X-lecia Związku Kurpiów „Za zasługi dla regionu kurpiowskiego”
- Srebrny i Brązowy Medal „Za zasługi dla obronności kraju”
- Złota Odznaka Ochotniczych Hufców Pracy
- Złota Odznaka Ludowych Zespołów Sportowych
- Odznaka Zasłużonego Działacza Ludowych Zespołów Sportowych
- Złota Honorowa Odznaka Związku Młodzieży Wiejskiej
- Odznaka Honorowa „Za zasługi dla ZMW”
- Odznaczenie im. Ignacego Solarza
- Zasłużony dla Towarzystwa Wiedzy Powszechnej
- Odznaka Przyjaciela Dziecka
- Złota Odznaka Szkolnego Związku Sportowego
- Złota Odznaka Kół Młodzieży Wojskowej
- Złota Odznaka Zrzeszenia Studentów Polskich
- Srebrny Medal „Opiekun Miejsc Pamięci Narodowej”
- Złota Honorowa Odznaka Ruchu Przyjaciół Harcerstwa
- Złota Odznaka Polskiego Czerwonego Krzyża
- Medal „Za zasługi dla regionu kurpiowskiego”
- Srebrny i Złoty Medal „Za Zasługi dla Ligi Obrony Kraju”
- Srebrna Odznaka „Zasłużony Działacz Ligi Obrony Kraju”
- Odznaka Zasłużonego Działacza Frontu Jedności Narodu
- Medal „Za zasługi w upowszechnianiu kultury fizycznej”
- Zloty Medal „Zasłużony dla Ligi Morskiej i Rzecznej”
- Brązowa Odznaka „Zasłużony Działacz Turystyki”
- Złota Odznaka Szkolnej Kasy Oszczędności
- Złota Odznaka Społecznego Towarzystwa Oświatowego
- Krzyż „Za Zasługi dla ZHP”
- Odznaka „Zasłużony Działacz Ruchu Spółdzielczego”
- Odznaka pamiątkowa Stowarzyszenia Krajowego Koła Weteranów, Ich Rodzin i Przyjaciół 5 Pułku Ułanów Zasławskich
- Medal za Długoletnie Pożycie Małżeńskie
- Medal Pamiątkowy „Pro Masovia”
- nagrody wojewody ostrołęckiego, marszałka województwa mazowieckiego, kuratora oświaty, starosty ostrołęckiego i prezydenta miasta Ostrołęki[1].

## Publikacje (wybór)
- Ostrołęka i okolice, Polskie Towarzystwo Turystyczno-Krajoznawczego, Warszawa 1982, OCLC: (OCoLC)830310706
- Ostrołęka i okolice, Towarzystwo Przyjaciół Ostrołęki, Ostrołęka 1994, OCLC: (OCoLC)804454910
- Ruch ludowy na ziemiach obecnego województwa ostrołęckiego, Wojewódzki Komitet Zjednoczonego Stronnictwa Ludowego w Ostrołęce, Ostrołęka 1982, OCLC: (OCoLC)830306218
- Obraz powiatu ostrołęckiego w okresie międzywojennym, Mazowiecki Ośrodek Badan Naukowych im. Stanisława Herbsta, Ostrołęka 1983, OCLC: (OCoLC)835925546
- Z dziejów czasopiśmiennictwa na ziemiach obecnego województwa ostrołęckiego, Towarzystwo Przyjaciół Ostrołęki, Ostrołęka 1987
- Ruch rewolucyjny w powiecie ostrołęckim w okresie międzywojennym 1918–1939, Towarzystwo Przyjaciół Ostrołęki, Ostrołęka 1987, OCLC: (OCoLC)804730595
- 5 Pułk Ułanów Zasławskich – wspólnie z Jerzym Dziewirskim i Henrykiem Maćkowiakiem, Ostrołęckie Towarzystwo Naukowe, Ostrołęka 1994, OCLC: (OCoLC)838705077
- Z dziejów powstania kościuszkowskiego w Ostrołęce i okolicy, Ostrołęka 1994
- Dzieje Ostrołęki 1944–2000, Towarzystwo Przyjaciół Ostrołęki, Ostrołęka 2002, ISBN 83-88169-18-1.
- 15 lat Zespołu Szkół Społecznego Towarzystwa Oświatowego w Ostrołęce, Ostrołęka 2005
- Polskie Państwo Podziemne i operacja „Burza” w Ostrołęckim Obwodzie AK oraz powiat ostrołęcki w pierwszych latach powojennych (wspólnie z Henrykiem Maćkowiakiem), Ostrołęckie Towarzystwo Naukowe im. Adama Chętnika; Światowy Związek Żołnierzy Armii Krajowej Okręg Ostrołęka, Ostrołęka 2005, ISBN 83-86122-64-1.
- Kalendarium najważniejszych wydarzeń z historii Ostrołęki i okolic (od czasów najdawniejszych do 2007 r.), Towarzystwo Przyjaciół Ostrołęki, Ostrołęka 2008, ISBN 978-83-88169-50-2.
- Wybrane zagadnienia z historii gospodarczej (podręcznik akademicki), Ostrołęckie Towarzystwo Naukowe im. Adama Chętnika; Wyższa Szkoła Ekonomiczno-Społeczna, Ostrołęka 2008, ISBN 978-83-86122-92-9, ISBN 978-83-919016-7-0.
- 20 lat Zespołu Szkół Społecznego Towarzystwa Oświatowego w Ostrołęce (wspólnie z Martą Załuską-Kijowską), Zarząd Samodzielnego Koła Terenowego nr 116 Szkół Społecznego Towarzystwa Oświatowego w Ostrołęce ; Zespół Szkół Społecznego Towarzystwa Oświatowego w Ostrołęce; Związek Kurpiów, Ostrołęka 2009, ISBN 978-83-940655-7-7.
- Dzieje Lelisa i okolic, Urząd Gminy Lelis, Lelis 2011, ISBN 978-83-62775-00-2.
- Słowem i piórem, Ostrołęckie Towarzystwo Naukowe im. Adama Chętnika, Ostrołęka 2011, ISBN 978-83-62775-07-1.
- Areszt Śledczy w Ostrołęce, Historia i teraźniejszość, Wydawnictwo ZIZ, Lelis 2012, ISBN 978-83-934771-0-4.
- Zosia i Karol w Ostrołęce, Związek Kurpiów, Ostrołęka 2013, ISBN 978-83-930139-7-5.
- Oni rozsławili Kurpie, Studio B2, Ostrołęka 2016, ISBN 978-83-65094-04-9.
- 25 lat Zespołu Szkół Społecznego Towarzystwa Oświatowego w Ostrołęce (wspólnie z Dorotą Zofia Żebrowską), Zarząd Samodzielnego Koła Terenowego nr 116 Społecznego Towarzystwa Oświatowego w Ostrołęce; Zespół Szkół Społecznego Towarzystwa Oświatowego w Ostrołęce; Związek Kurpiów, Ostrołęka 2016, ISBN 978-83-940655-7-7.
- 110 lat „Społem” Ostrołęka 1906–2016. Zarys dziejów PSS w Ostrołęce, „Społem” PSS, Ostrołęka 2016
- Nad Narwią, Orzem i Omulwią. Powiat ostrołęcki w wierszu i fotografii, Towarzystwo Wiedzy Powszechnej Oddział Regionalny; Muzeum Kultury Kurpiowskiej; Starostwo Powiatowe, Ostrołęka 2017, ISBN 978-83-65094-07-0.
- Dzieje Szkoły Podstawowej Nr 1 im. Stanisława Jachowicza w Ostrołęce (red. nauk. Janusz Gołota), Szkoła Podstawowa nr 1; Ostrołęckie Towarzystwo Naukowe im. Adama Chętnika, Ostrołęka 2018, ISBN 978-83-65094-10-0.
- 60 lat Ostrołęckiej Spółdzielni Mieszkaniowej (1959–2019), Ostrołęckie Towarzystwo Naukowe im. Adama Chętnika; Ostrołęcka Spółdzielnia Mieszkaniowa; Studio B2, Ostrołęka 2019, ISBN 978-83-62775-38-5.
- Dzieje Zespołu Szkół Zawodowych nr 1 im. Józefa Psarskiego w Ostrołęce, Zespół Szkół Zawodowych nr 1 im. Józefa Psarskiego w Ostrołęce; Ostrołęckie Towarzystwo Naukowe im. Adama Chętnika; Studio B2, Ostrołęka 2021, ISBN 978-83-62775-42-2.
- Słowem i piórem 2, Towarzystwo Wiedzy Powszechnej. Oddział Regionalny w Ostrołęce; Ostrołęckie Towarzystwo Naukowe im. Adama Chętnika, Ostrołęka 2021, ISBN 978-83-62775-43-9[8]